# 勒弗爾峰
46°31′36.4″N 8°14′13.3″E / 46.526778°N 8.237028°E

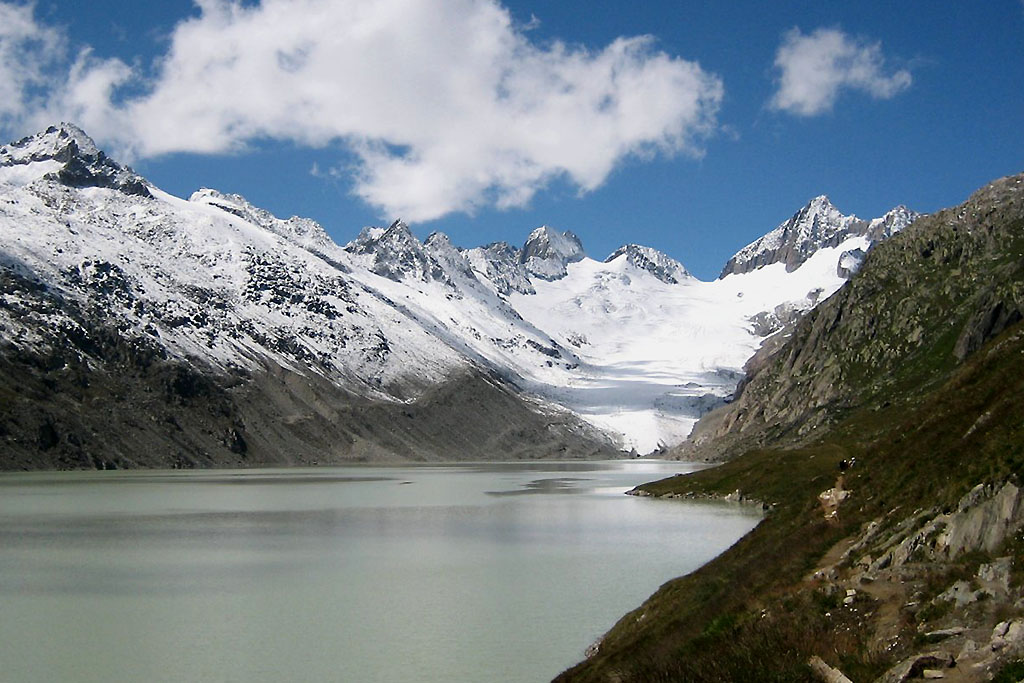

勒弗爾峰（德語：Löffelhorn）是瑞士伯恩州和瓦萊州的山峰，位於該國南部，屬於伯尔尼山的一部分，海拔高度3,095米，每年平均降雨量2,221毫米。

## 外部連結
- Löffelhorn on Hikr （页面存档备份，存于）